# Ozarba acclivis
Ozarba acclivis là một loài bướm đêm trong họ Noctuidae.